# Itauara amazonica
Itauara amazonica är en nattsländeart som först beskrevs av Oliver S. Flint Jr. 1971.  Itauara amazonica ingår i släktet Itauara och familjen stenhusnattsländor. Inga underarter finns listade i Catalogue of Life.